# Khomarlu
Khomarlu (en persan : خمارلو) est une ville située dans la province d'Azerbaïdjan oriental, dans le nord-ouest de l'Iran. La ville est située à la frontière avec l'Azerbaïdjan.